# Phaeocollybia hilaris
Phaeocollybia hilaris är en svampart som tillhör divisionen basidiesvampar, och som beskrevs av Marcel Bon. Phaeocollybia hilaris ingår i släktet Phaeocollybia, och familjen buktryfflar. Enligt den finländska rödlistan är arten nära hotad i Finland. Det är osäkert om arten förekommer i Sverige. Artens livsmiljö är torr eller mesisk örtrik skog.